# Ру, Мишель
Мишель Ру-старший (фр. Michel Roux Sr, 19 апреля 1941, Шароль — 12 марта 2020) — британский шеф-повар и ресторатор французского происхождения. Представитель известной семьи Ру.

## Биография
Мишель Ру родился в городе Шароль в департаменте Сона и Луара в семье мясника. С детства он привлекался сначала к семейному делу, а потом к кулинарному искусству. В течение двух лет Мишель Ру проходил обучение на кондитера. После этого получил должность шеф-повара в посольстве Великобритании в Париже. Здесь он работал до того, как его призвали в армию. Во время службы в армии получил памятную медаль Операций безопасности и поддержания порядка в Северной Африке.
После армейской службы Мишель работал шеф-поваром у мисс Сесиль де Ротшильд в Париже. В 60-х годах Мишель думал бросить кулинарию и стать оперным певцом, но вместо этого переехал в Лондон по приглашению своего брата Альбера, где продолжил готовить. Вместе они открыли ресторан Le Gavroche. В 1972 году Мишель Ру открыл собственный ресторан The Waterside Inn в Беркшире. Этот ресторан стал вторым в Великобритании, получившим три звезды рейтинга Мишлен.
В дальнейшем Мишель Ру вместе с братом открыл кондитерский цех (1973), колбасные магазины, начал заниматься выездным обслуживанием клиентов, выискивал новые рецепты и технологии приготовления.
Мишель Ру издал свою поварскую книгу, где рассказал о рецептах, которые применяют в ресторанах братья Ру. К тому же он написал сценарий 30-серийного телешоу, которое снималось на телекомпании ВВС. Главными героями были Мишель Ру и его брат Альбер.
В конце 90-х годов Мишель Ру отошёл от дел и с 2008 года жил в Кран-Монтане (Швейцария).
Мишель Ру скончался 12 марта 2020 года в городе Брей от идиопатического легочного фиброза.

### Признание и награды
Журналы индустрии гостеприимства как Caterer and Hotelkeeper назвали Ру и его брата «крестными отцами современной ресторанной кухни в Великобритании», а The Observer Food Monthly описал его как «возможно, лучшего кондитера, который когда-либо был в этой стране», когда он был награжден их Lifetime Achievement Award в 2011 году.
Многие известные повара прошли обучение у того или иного из братьев Ру, при этом Мишель подсчитал в 2010 году, что «половина обладателей звезд Мишлен у Великобритании ученики из кухни моего брата, либо из моей кухни». Среди них Гордон Рамзи, Марко Пьер Уайт и Пьер Коффман.